# Tropodiaptomus purpureus
Tropodiaptomus purpureus là một loài giáp xác trong họ Diaptomidae. Chúng là loài đặc hữu của Burundi.